# Пелагея (певица)
Пелаге́я Серге́евна Ха́нова (род. 14 июля 1986, Новосибирск, РСФСР, СССР) — российская певица, основательница и солистка группы «Пелагея»; заслуженная артистка Российской Федерации (2020), заслуженный работник культуры Республики Ингушетия (2014). Исполняет русские народные песни, романсы и авторские сочинения, а также этнические песни разных народов (испанские, португальские, грузинские, узбекские, татарские и т. д.).

## Биография
Светлана Ханова, мать Пелагеи, бывшая джазовая певица, после потери голоса стала театральным режиссёром и преподавала режиссуру и актёрское мастерство в Новосибирске. В настоящее время она продюсер и режиссёр группы дочери. Изначально Пелагея носила фамилию Смирнова; Ханова — это фамилия последнего мужа её матери.
Хотя мама хотела назвать дочку Пелагеей (в честь своей бабушки, Пелагеи Кирилловны), в ЗАГСе ребёнка записали Полиной. И хотя формально в свидетельстве о рождении до 14 лет была записана другая информация, в жизни имя Пелагея является настоящим, а не псевдонимом. Ошибка была исправлена при выдаче паспорта.
В четыре года впервые вышла на сцену.
В восемь лет Пелагея поступила без экзаменов в Новосибирскую специальную музыкальную школу (колледж) при Новосибирской консерватории и стала первой ученицей-вокалисткой за 25-летнюю историю школы.
В девятилетнем возрасте познакомилась с лидером группы «Калинов Мост» Дмитрием Ревякиным, и он направил в Москву на «Утреннюю звезду» видеокассету Пелагеи; но так как в это время там ещё не было фольклорного блока, Юрий Николаев предложил ей участвовать в конкурсе победителей «Утренней звезды», в котором она заняла первое место и получила почётное звание «Лучший исполнитель народной песни в России 1996 года» и премию в 1000 долларов США.
В десять лет подписала контракт с фирмой Feelee Records, переехала в Москву. Училась в музыкальной школе при Институте имени Гнесиных в Москве, а также в школе № 1113 с углублённым изучением музыки и хореографии. Стипендиат фонда «Юные дарования Сибири». Участница международной программы ООН «Новые имена планеты». Участвовала как в официальных мероприятиях, так и в альтернативных проектах («Учитесь плавать», трибьют Depeche Mode, дуэты с Гариком Сукачёвым, Вячеславом Бутусовым, Александром Скляром, Инной Желанной).
В 1997 году Пелагея выступила на праздновании 850-летия Москвы. В том же году стала членом команды КВН Новосибирского государственного университета и самой юной участницей КВН за всю его историю (позже этот рекорд был побит).
В июле 1999 года по приглашению Мстислава Ростроповича участвовала в музыкальном фестивале в Эвьяне наряду с Евгением Кисиным, Рави Шанкаром, Паатой Бурчуладзе и Би Би Кингом. В интервью французской прессе Галина Вишневская назвала тогда Пелагею «будущим мировой оперной сцены».
В 14 лет Пелагея экстерном окончила школу и поступила в РАТИ на эстрадное отделение. Окончила его с красным дипломом в 2005 году. Примерно тогда же была основана одноимённая группа. В 2003 году Пелагея выступила на праздновании трёхсотлетия Санкт-Петербурга.
В 2004 году снялась в эпизодической роли в телевизионном фильме «Есенин».
В паре с актрисой Дарьей Мороз в 2009 году участвовала в третьем сезоне телешоу «Две звезды». В 2011 году исполнение песни «Ольга» Гариком Сукачёвым, Дарьей Мороз и Пелагеей стало победителем голосования программы «Достояние республики» в выпуске, посвящённом песням Гарика Сукачёва. В 2009 году Пелагея победила в номинации «Солистка» в хит-параде «Чартова дюжина». В январе 2010 года приняла участие в российской постановке вокальной оперы-импровизации Бобби Макферрина «Боббл». В 2009 году Пелагея и Михаил Горшенёв исполнили кавер песни «Ой, при лужку, при лужке» в рамках проекта «Соль» радиостанции «Наше радио».
Указом главы Республики Ингушетия Юнус-бека Евкурова за заслуги в развитии культуры, многолетнюю добросовестную работу Пелагее присвоено звание «Заслуженный работник культуры Республики Ингушетия». Награждение состоялось на праздновании Дня Республики Ингушетия 4 июня 2014 года.
В 2014 году вышел телефильм «Александра Пахмутова. Светит незнакомая звезда», в котором текст за кадром читает Пелагея. В 2014 году она озвучила божью коровку в мультфильме «Махни крылом».
В 2015 году вернулась в КВН («Голосящий КиВиН 2015»), но уже в качестве члена жюри. В том же году стала победительницей в номинации «Лучший фолк-исполнитель» первой Российской национальной музыкальной премии.
11 марта 2020 года Указом Президента России Пелагее было присвоено звание «Заслуженная артистка РФ».

### «Голос», «Голос. Дети», «Голос. 60+»

#### «Голос»
В 2012—2014 годах стала тренером-наставницей в вокальном телевизионном шоу «Голос», выходящем на «Первом канале». Участвовала в шоу на протяжении трёх сезонов в неизменной компании Леонида Агутина, Александра Градского и Димы Билана. В первом сезоне ученицей Пелагеи была Эльмира Калимуллина, занявшая второе место; во втором сезоне её воспитанница Тина Кузнецова заняла четвёртое место; в третьем сезоне Пелагея вывела Ярослава Дронова на второе место. В 2017 году вновь стала наставницей шестого сезона, в проект вернулся «Золотой состав» (Градский, Билан, Пелагея, Агутин), её подопечный Ладислав Бубнар занял третье место. В десятом сезоне её подопечный Александр Волкодав занял первое место.

#### «Голос. Дети»
В 2014—2016 годах была тренером-наставницей в вокальном телевизионном шоу «Голос. Дети» Первого канала. В первом сезоне её подопечная Рагда Ханиева заняла второе место. Во 2 и 3 сезонах её ученики занимали 3 места. В феврале 2018 вернулась в качестве наставника 5-го сезона шоу «Голос. Дети», где её воспитанник Рутгер Гарехт стал победителем. В 2019 году стала наставником в шестом сезоне проекта «Голос. Дети», где её ученики Валерий Кузаков, Рената Таирова, Мариам Абделькадер стали победителями. В 2023 году стала наставником проекта «Голос. Уже не дети», где её подопечный Давид Саникидзе занял второе место.

#### «Голос. 60+»
Осенью 2018 года стала наставником первого сезона проекта «Голос. 60+», где её подопечная, Лидия Музалёва, стала победительницей. Осенью 2019 года была наставником во втором сезоне проекта, в котором её подопечный Леонид Сергиенко стал победителем.

### Личная жизнь
В 2010 году вышла замуж за режиссёра Comedy Woman Дмитрия Ефимовича и сменила фамилию. В 2012 году развелась с ним и вернула фамилию Ханова.
В 2016 году ей сделал предложение хоккеист Иван Телегин. После окончания чемпионата мира 2016 года они зарегистрировали брак. После свадьбы Пелагея отказалась от участия в качестве тренера-наставницы в 5-м сезоне шоу «Голос» и нового сезона шоу «Голос. Дети», а также сократила свою певческую деятельность для подготовки к родам. 21 января 2017 года певица родила дочь Таисию. 26 декабря 2019 года в «Инстаграме» певица объявила о разводе, отметив, что бывшие супруги будут стараться сохранить хорошие отношения ради дочери. В декабре 2020 года они развелись. В 2024 году вернула свою девичью фамилию — Ханова.

## Санкции
7 января 2023 года, на фоне вторжения России на Украину, внесена в санкционные списки Украины за поддержку российского вторжения и участия в «концерте открытия сезона в Большой Ялте в оккупированном Крыму» и участия в фестивале Солдатский конверт «участники которого проявляют поддержку проведения Россией так называемой „спецоперации“ в Украине». Санкции предполагают блокировку активов, полное прекращение коммерческих операций, остановку выполнения экономических и финансовых обязательств. Ранее была внесена ФБК в список коррупционеров и разжигателей войны из-за участия в концертах в поддержку войны против Украины.

## Общественная деятельность
По приглашению Татьяны Дьяченко, в 1998 году, Пелагея выступила на саммите глав России, Германии и Франции.
В 2014 году, после российской аннексии Крыма, выступила на Дне России, в Ялте. 15 мая 2018 года выступила на открытии Крымского моста, впоследствии на Украине открыли уголовное дело против Пелагеи за незаконный въезд в оккупированный Крым и выезд из него. В 2021 году приняла участие в концерте в честь годовщины аннексии Крыма в Лужниках, в 2022 году выступила на фестивале «Солдатский конверт» в Ставрополе.

## Дискография
- 1999 — «Любо!» (сингл)
- 2003 — «Пелагея»
- 2006 — «Сингл» (сингл)
- 2007 — «Девушкины песни»
- 2009 — «Сибирский драйв» (концертный DVD, CD) (совместно с фолк-театром «Забайкалье», Ледовый дворец (Санкт-Петербург))[54]
- 2010 — «Тропы»
- В 2013 году Пелагея заявляла о планах записи альбома «Вишнёвый сад»[55].
- В ноябре 2002 года нелегально был выпущен альбом Пелагеи «Пелагея. Не для тебя»[56]. Он был максимально стилизован под официальный продукт — в оформлении были использованы фотографии журнала «Афиша» и размещён логотип Feelee Records[57].

## Награды и премии
- Заслуженная артистка Российской Федерации (11 марта 2020 год) — за большой вклад в развитие отечественной культуры и искусства, многолетнюю плодотворную деятельность[58].
- Российская национальная музыкальная премия «Виктория» — совместно с Бастой за песню «Под палящим огнём» (за саундтрек к фильму «Т-34»)[59].
- Заслуженный работник культуры Республики Ингушетия (4 июня 2014 года).
- Премия «Триумф» (2007).